# Michael Todd
Michael "Mike" Todd; właściwie Avrom Hirsch Goldbogen (ur. 22 czerwca 1909 w Minneapolis; zm. 22 marca 1958 w Grants) – amerykański producent teatralny i filmowy; syn żydowskich imigrantów z terenów Polski. Był trzecim mężem Elizabeth Taylor.

## Kariera

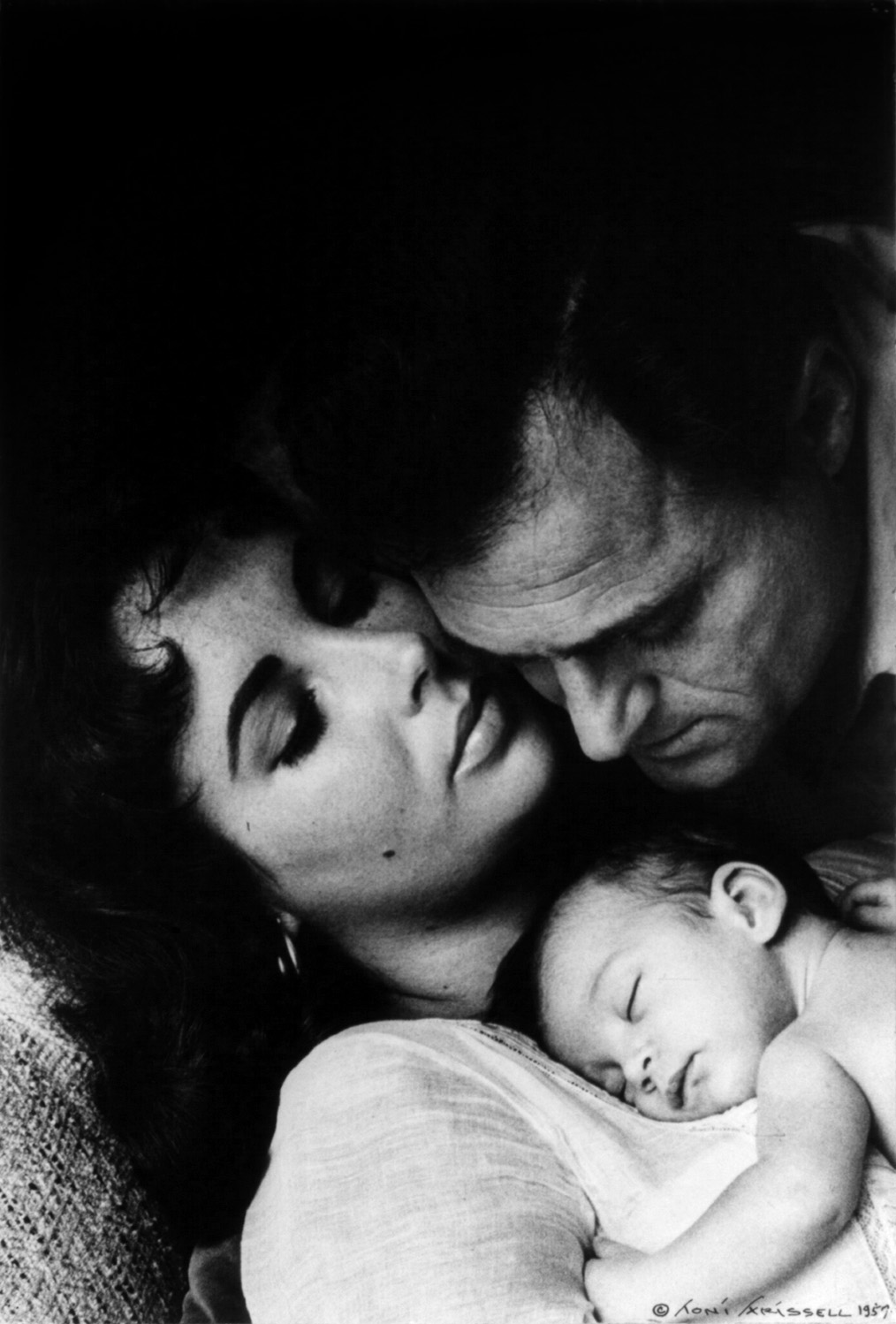
Todd i Elizabeth Taylor z córką (1957)

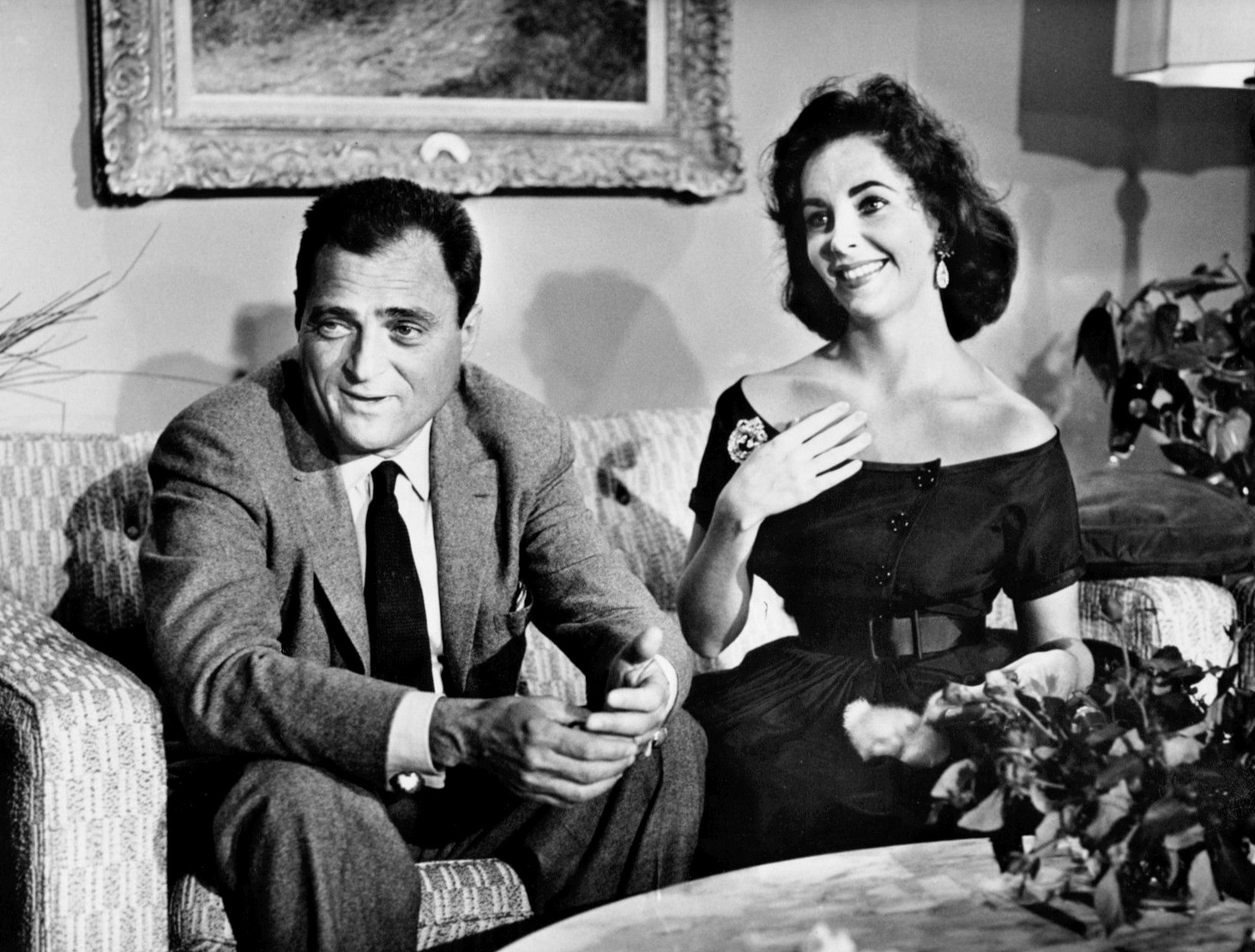
Todd i Elizabeth Taylor w październiku 1957

W trakcie kariery wyprodukował 17 przedstawień na Broadwayu. Jego pierwszym dużym sukcesem był musical The Hot Mikado, adaptacja sztuki Gilberta i Sullivana z Billem Robinsonem w roli głównej; wystawiony po raz pierwszy 23 marca 1939. Kolejnymi udanymi produkcjami były: Star and Garter (w 1942) z komikiem Bobby Clarkiem; The Naked Genius (w 1943) z gwiazdą burleski Gypsy Rose Lee, a także Hamlet (w 1945) z główną rolą Maurice'a Evansa. W 1952 wyprodukował operetkę Noc w Wenecji wg Johanna Straussa (syna) z pływającymi gondolami w nowo wybudowanym Jones Beach Theater na Long Island. Spektakl wystawiany był przez dwa sezony. Inne wyprodukowane w tym okresie przez niego broadwayowskie musicale to m.in.: Something for the Boys (1943; z Ethel Merman), Mexican Hayride (1944), Up in Central Park (1945) i As the Girls Go (1948; z Bobby Clarkiem i Irene Rich).
Największy rozgłos i uznanie przyniosło mu produkcja zrealizowanego na podstawie powieści Jules'a Verne'a filmu W 80 dni dookoła świata (1956; reż. Michael Anderson) z Davidem Nivenem, Cantinflasem i Shirley MacLaine w rolach głównych oraz udziałem plejady innych gwiazd światowego kina. Obraz otrzymał pięć Oscarów w tym dla Najlepszego filmu roku, który przypadł Toddowi jako producentowi.

## Życie prywatne
14 lutego 1927, mając niespełna 18 lat poślubił 19-letnią Berthę Freshman (ur. 1907; zm. 1946). Ich małżeństwo trwało blisko 20 lat i zakończyło się wraz z przedwczesną śmiercią Berthy 12 sierpnia 1946. Para miała syna Michaela Jr. (ur. 1929; zm. 2002). W latach 1947–1950 jego żoną była aktorka Joan Blondell. 2 lutego 1957 w Acapulco w Meksyku poślubił aktorkę Elizabeth Taylor. 6 sierpnia 1957 urodziła się ich córka Elizabeth „Liza”.

## Śmierć
22 marca 1958 zginął w katastrofie prywatnego dwusilnikowego samolotu, który rozbił się w górach w pobliżu miejscowości Grants w stanie Nowy Meksyk. Przyczyną tragedii była niekorzystna pogoda. Na pokładzie maszyny oprócz Todda znajdowali się dwaj piloci oraz jego przyjaciel, pisarz i scenarzysta Art Cohn. Wszyscy zginęli. Samolotem miała także lecieć Elizabeth Taylor, jednak z powodu przeziębienia zrezygnowała z podróży. Lotu odmówili również: publicysta Warren Cowan, menedżer Kurt Frings, dziennikarz Jim Bacon, reżyser Joseph L. Mankiewicz i aktor Kirk Douglas, których wcześniej Todd zapraszał, aby towarzyszyli mu w podróży.